# ドンバス

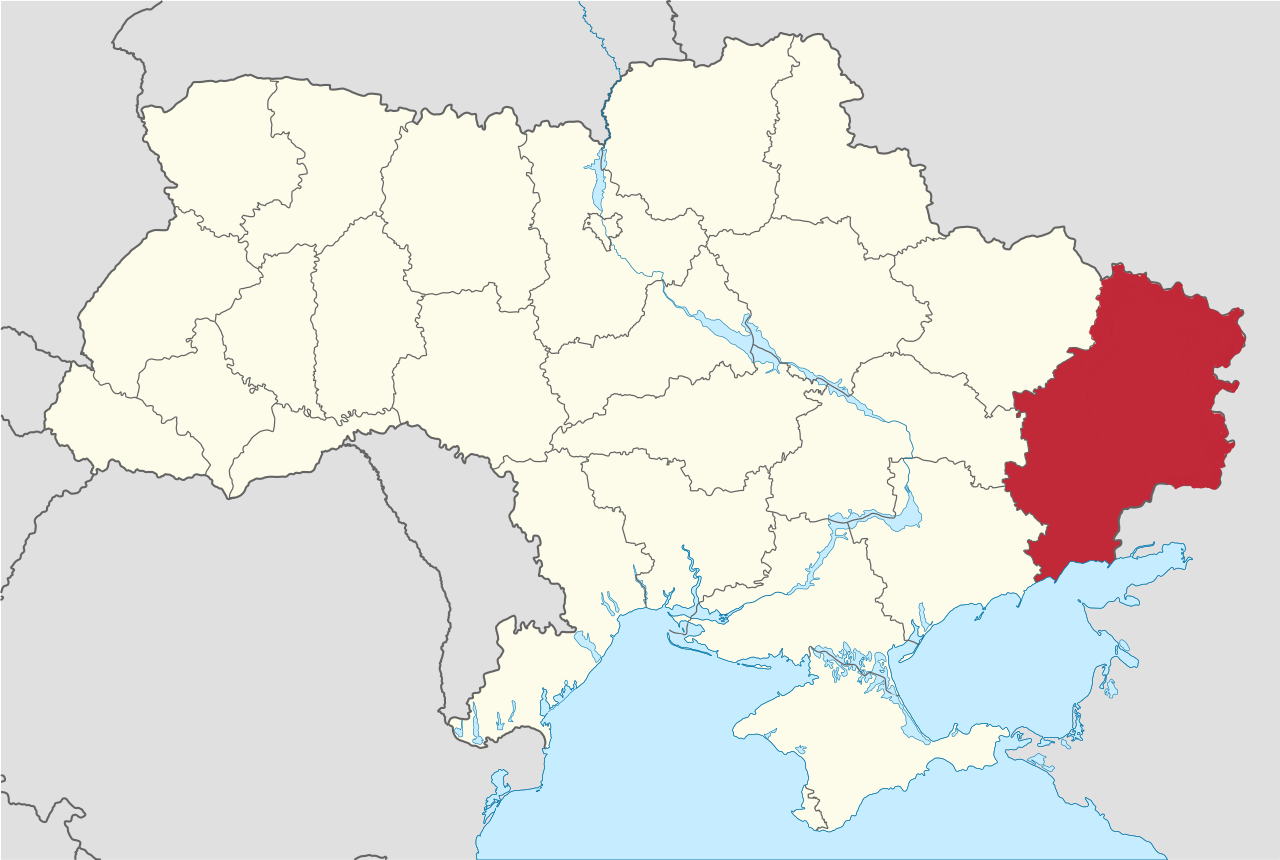
ウクライナ内のドンバスの位置

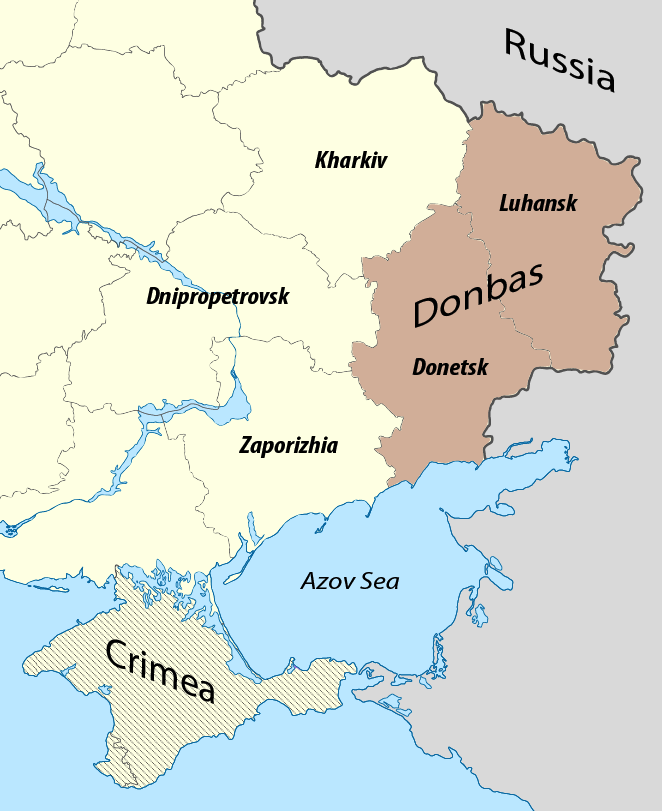
マスメディアによるドンバスの現代的定義。一部スロボダ・ウクライナの領域と重複している

ドンバス（ウクライナ語: Донба́с、ロシア語: Донба́сс）は、ウクライナの南東部に位置する地方である。
「ドネツ盆地」という地名は盆地を貫流するドネツ川に由来し、それを表す現地語 (ウクライナ語: Донецький басейн〔ドネツィキー・バセイン〕またはロシア語: Донецкий бассейн) から生まれた混成語が「ドンバス」である。ドンバス地域の範囲の定義とされる諸説がありながら、公式に法で定められた事は一度もない。今日用いられる最も一般的な定義は、ウクライナのドネツィク州とルハーンシク州を指すものである。ドンバス地域はウクライナの国土面積の10 %を占めている。
他方、19世紀後半より続く採炭においてドンバス炭田をさす場合、上記2州の複数の地域を含めない代わりに近隣のドニプロペトロウシク州と南ロシアの一部を範囲に含める。

## 歴史

### ロシア帝国時代

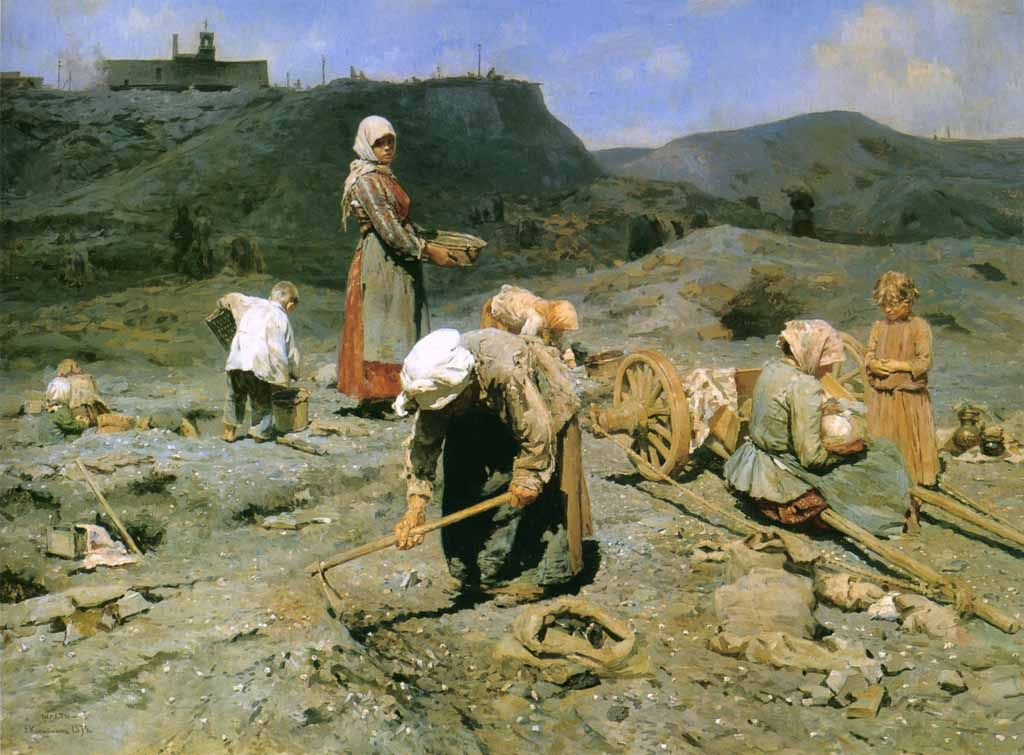
石炭を拾い集める貧民 ニコライ・カサトキンによる: ドンバス、1894年。

現在ドンバスとして知られる地域は、17世紀後半、ドン・コサックが定住するまで無人の土地が広がっていた。最初の町は Solanoye と呼ばれ （現在のソレダル）、新たに発見された岩塩鉱脈の開発を目指して1676年に建設された。一帯はドンバスと呼ばれるずっと以前からウクライナ語で「荒野」と通称され、広くウクライナ人のヘーチマン国家とトルコ人のクリミア・ハン国の支配下に置かれた期間を経て、18世紀の半ばにロシア帝国が征服・併合すると新ロシアと名付けた。産業革命がヨーロッパ中に定着するに伴い、19世紀中盤から後半にかけて地域で資源開発が相次ぐ。すでに1721年に発見されていた石炭の埋蔵量の膨大さが知られるようになった。
「ドンバス」という地名は石炭埋蔵量最大のドネツ川沿いの地域を表す用語と見なされ、ドネツ炭田（ウクライナ語: Донецький вугільний басейн、ロシア語: Донецкий каменноугольный бассейн）の派生語扱いし始めるのはこの頃からである。石炭産業はその隆盛を大きくロシア人住民に担わせたこともあり、ロシア人人口はエカテリノスラフ県のバフムート、Slovianserbskおよびマリウポリ諸郡でほかの地域よりも顕著に増加した。
今日、地域の要となったドネツィクは1869年にイギリスの実業家ジョン・ヒューズが投資する以前、ウクライナ・コサックに連なるザポリージャ・コサックが暮らす町で、「オレクサンドリフカ」と呼ばれた。ヒューズは製鉄所を建設、複数の炭鉱を開発し、その名前をとって町はユゾフカ（ロシア語: Юзовка）と改称された。炭鉱景気に沸くほかの町も発展し、ロシア帝国のグベールニヤ（県）から出稼ぎ先を求めて大勢の小作農が集まった。1897年のロシア帝国の国勢調査によれば、地域人口の52.4 %がウクライナ人であり、28.7 %がロシア人だった。ドンバス地域にはギリシア人、ドイツ人、ユダヤ人あるいはタタール人も住み、とりわけマリウポリ地区（人口の36.7 %）では重要な存在だった。
それにもかかわらず、産業労働力の多くを担い続けたのはロシア人である。ウクライナ人は周辺（農村）地域に住み、都市部では、地域の重工業に職を求めてやってきたロシア人しか居住しない状況がしばしば見られるようになる。出稼ぎに来たウクライナ人は都市に流入すると、たちまちロシア語話者の労働者階級に吸収されてしまった。

### ソビエト時代

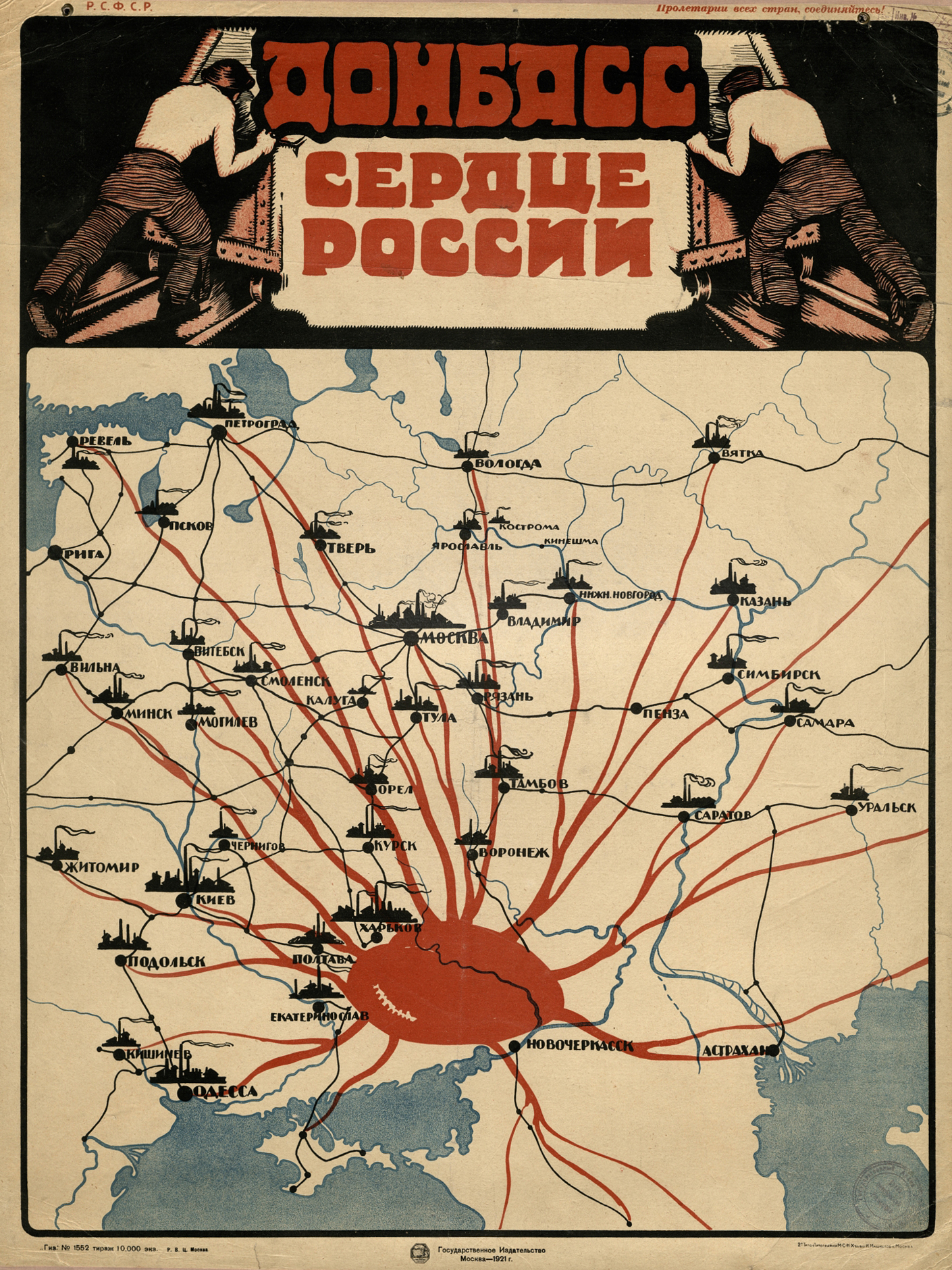
「ドンバスはロシアの心臓部」と謳うポスター（1921年に登場したソビエトのプロパガンダポスター）

1917年から1922年のロシア内戦の結果、ウクライナ・ソビエト社会主義共和国が誕生するとウクライナ人が居住した他の地域と共にドンバスは統合された。一帯に暮らしたコサックのうちウクライナ語話者は、1919年から1921年にかけて脱コサック化を強制された。
ドンバスに暮らしたウクライナ人はホロドモール飢饉（1932年–1933年）のほか、ヨシフ・スターリンのロシア化政策に大きく影響される。ウクライナ人のほとんどが農村の小地主農民 (ソビエト体制の呼称はクラーク) に過ぎず、食糧難の深刻な被害を受けてしまう。在英ウクライナ人協会によれば、飢饉により現在のルハーンシク州の人口は25 %まで減少し、現在のドネツィク州では15 - 20 %にまで減少した 。ある推定によれば、ウクライナ社会主義共和国内の飢饉によって発生した死者のうち、ウクライナ人が81.3 %であったのに対し、ロシア人の死者はわず4.5 %にとどまるという。
ドンバスにおける第二次世界大戦の戦災は甚大である。戦前のドンバスは貧困と食料不足に苦しめられた。戦争への備えにより、結果として工場労働者の出勤日が増え、ノルマが吊り上がり、達成できない者は逮捕された。ナチス・ドイツの総統アドルフ・ヒトラーはドンバスの資源がバルバロッサ作戦にとって決定的に重要と見ていた。このようにして1941年から1942年に至るナチス占領下（ウクライナ語版、英語版）でドンバスは苦しむことになる。ドイツの工場で働かせるために強制的に「輸出」された工場労働者は数千人にも及ぶ。旧称スターリノ州、現在のドネツィク州では占領期に27万9千人の市民が殺された。旧称ヴォロシーロフ州、現ルハーンシク州で殺された住民は4万5649人である。1943年の赤軍によるドンバス戦略攻勢により、結果としてソビエトのドンバス支配が回復した。戦争の代償は高く、破壊され、人の住めない地域が残された。
第二次世界大戦後のドンバスの再建期間中、多数のロシア人労働者がやって来て人口比率はさらに変動する。ロシア人居住者は1926年の63万9千人から、1959年にはほぼ4倍の255万人に伸びた。ロシア化はソビエトの教育改革（1958 - 1959年）によっても推し進められ、ドンバスにおける学校教育からウクライナ語をほぼ消し去るものであった。1989年ソ連国勢調査では、ドンバスの人口に占めるロシア人の比率を45%と報告した。

### 独立ウクライナ時代

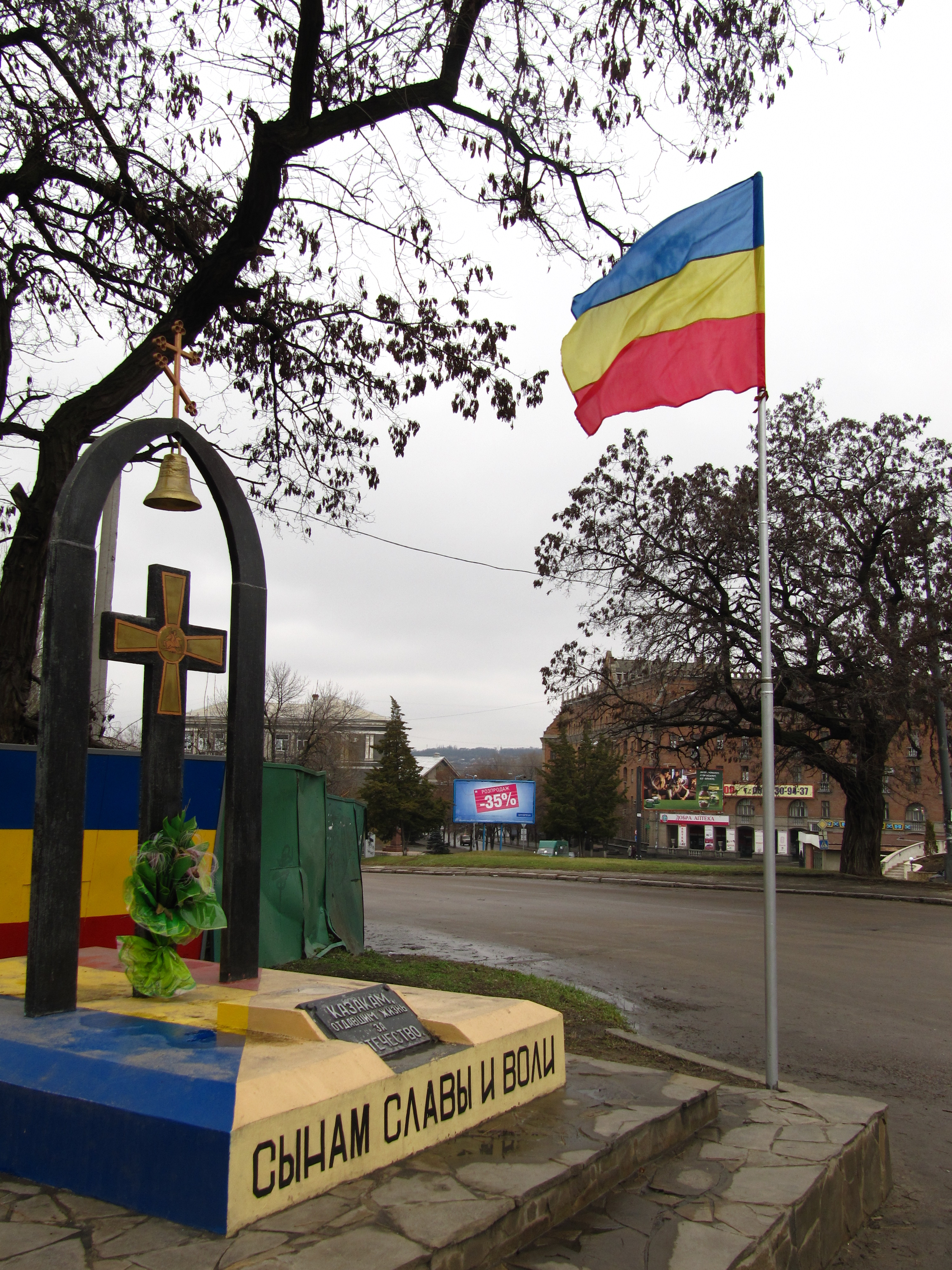
ルハーンシクにあるドン・コサックのモニュメント。銘に「栄光と自由の息子たちへ」とある。

ウクライナ独立に関する1991年国民投票では、有権者の内、ドネツィク州で83.9 %（投票率76.7 %）、ルハーンシク州で83.6 %（投票率80.7 %）がソビエト連邦からの独立を支持した。しかしながら、独立は結果的にドンバスに深刻な経済的悪化をもたらした。1993年には産業生産は崩壊し、平均賃金は1990年比80 %にまで低下した。キーウ（キエフ）の新中央政府が冒した数多くの管理間違いと怠惰のせいで、ドンバスは危機に陥った。
ドンバスの採炭業者は1993年に国内紛争（歴史家ルイス・ジーゲルバウムが言うところの「ドンバス地域と他の地域との争い」）を巻き起こしながらストライキを行った。あるストライキ指導者が言ったように、ドンバスの人たちは地域や企業や諸都市に権限移譲して欲しいから独立に賛成したのであって、ただモスクワからキーイウに移っただけの高度に中央集権化された政府を望んだわけではない。このストライキはドネツィク・ルハーンシク両州の様々な憲法上の諸問題に関する意見聴取の住民投票（独立ウクライナの最初の議会選挙と同時実施）が行われた1994年まで続いた。これらの諸問題にはロシア語を
ウクライナの公用語として採用する是非、あるいはドネツィク・ルハーンシク両州の行政言語をでロシア語とする是非、ウクライナの連邦化かウクライナと独立国家共同体の密接な連携か、といった諸点が含まれる。投票者の90%近くがこれらの提案に賛成した 。しかし、いずれも採択されなかった。ウクライナは単一国家に留まり、ウクライナ語は唯一の公用語として維持され、ドンバスにはいかなる自治権も与えられなかった。しかし、ドンバスのスト参加者達は地域の経済危機に対する緩和策を考慮されるなど、キーイウから多くの経済的譲歩を得た。小規模なストライキは90年代を通じて続いたが、自治に対する要求は終息していった。ドンバスの重工業に対するいくつかの補助金は廃止され、世界銀行による自由化改革を後押しするために多くの炭鉱がウクライナ政府によって閉鎖された。
1994年ドンバスと東ウクライナの他の地域からの支持で当選したレオニード・クチマ ウクライナ大統領は1999年に再選された。クチマは地域内の政治的支援を得るために、開発資金を用いてドンバスに経済的援助を与えた。2000年代初めにドンバス内の権力はオリガークス（ウクライナ語: олігархи、オリハルフィー）と呼ばれる一部の政治的エリートに集中した。国有産業の私有化は腐敗の蔓延を招いた。郷土史家の黒宮広昭は地域の経済力、政治力を支配する人々のグループであるこのエリートを「ドンバス・クラン (Donbass clan)」として描写した。「クラン」の著名なメンバーにはヴィクトル・ヤヌコーヴィチとリナト・アフメトフが含まれる。オリガークスの形成は腐敗と結びつき、 ウクライナ内でドンバスが最も非民主的かつ最も邪悪な地域との認識を導いた。2000年代、ウクライナの他の地域から見て、ドンバスは「チンピラ文化」を持ち、「ソビエトの糞貯め」であり、後進的である、と認識されていた。2005年のNarodne slovo紙が伝えるように、コメンテーターのViktor Tkachenkoはドンバスを「第五列」の巣窟と呼び、その地域でウクライナ語を話す事は「健康と生命にとって安全ではない」と発言した。また、親ロシア派分離主義の策源地であるように描かれた。ドンバスはウクライナの他の地域と比べて共産主義者の名前を採って名付けられた都市や村の数が顕著に多い。ところが、これらの描写にも拘らず、1990年代から2000年代に行われた調査ではドンバスによるウクライナの他地域への支援は強力であり、むしろ分離主義者を冷淡に取扱った事が示された。

### ドンバスにおける内戦 (2014年から2015年時点)

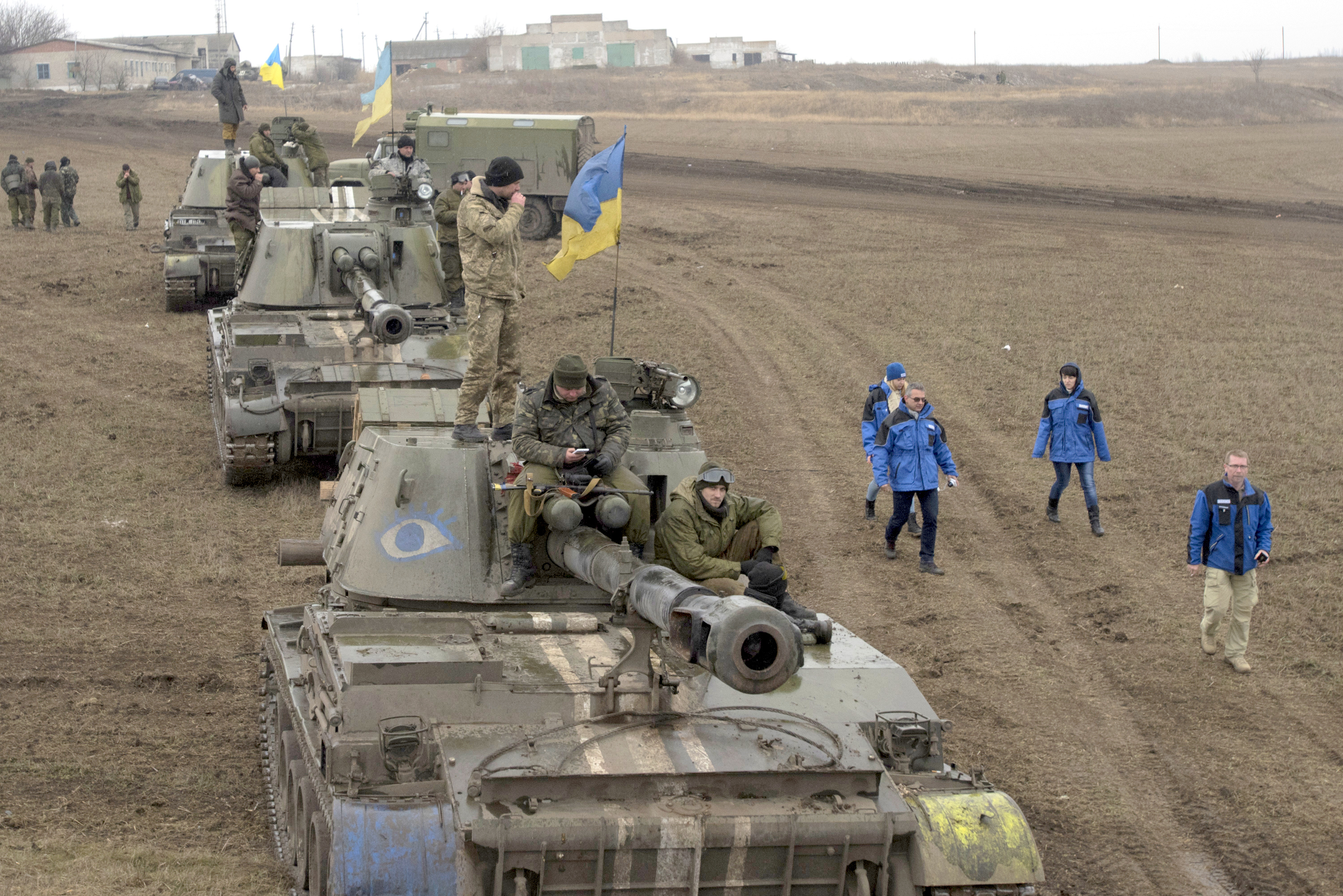
ドンバスに展開したウクライナ軍、2015年3月

2014年2月のウクライナ革命とユーロマイダン運動の余波の一部として、3月初頭からドンバスで親ロシア・反政府グループのデモが起きた。これらのデモは2014年4月、分離主義武装勢力（ノヴォロシア人民共和国連邦）とウクライナ政府の戦争に悪化した。
内戦の最中、分離独立派の「共和国」は2014年5月11日にドネツィクとルハーンシク両州の地位に関する住民投票を実施した。この住民投票はウクライナ中央政府を排除した自治を望ましいとする結果に回帰した。
幾度も停戦が試みられたが、2014年を通して、そして2015年になっても戦闘は続いた。また、この戦争においてウクライナと西側諸国はロシアが分離独立派に物資支援と軍事支援の双方を供与したと主張しているが、ロシアは否定している。

### 2022年ロシアのウクライナ侵攻以降
2022年2月、ロシアがウクライナに侵攻した時点では、親ロシア派であるドネツク人民共和国軍が支配する地域となっていた。その後、同年10月にロシアはドンバス地方の編入を宣言。2023年になるとウクライナの反攻がドンバス地域にも及び始め、同年6月27日、戦況分析を行ったイギリス国防省は、ウクライナ軍の空挺部隊がロシアが2014年から占領してきた地域を奪還した可能性があると評価した。
なお、ウクライナの反転攻勢が撃退され2023年8月以降現在に至るまで戦場の主導権をロシア軍が握り前進し続けたことにより、ウクライナ軍がドネツク人民共和国内に進出したとされた地域は奪還されロシア軍がドネツクの大部分を掌握するに至っている。

## 人口統計と政治

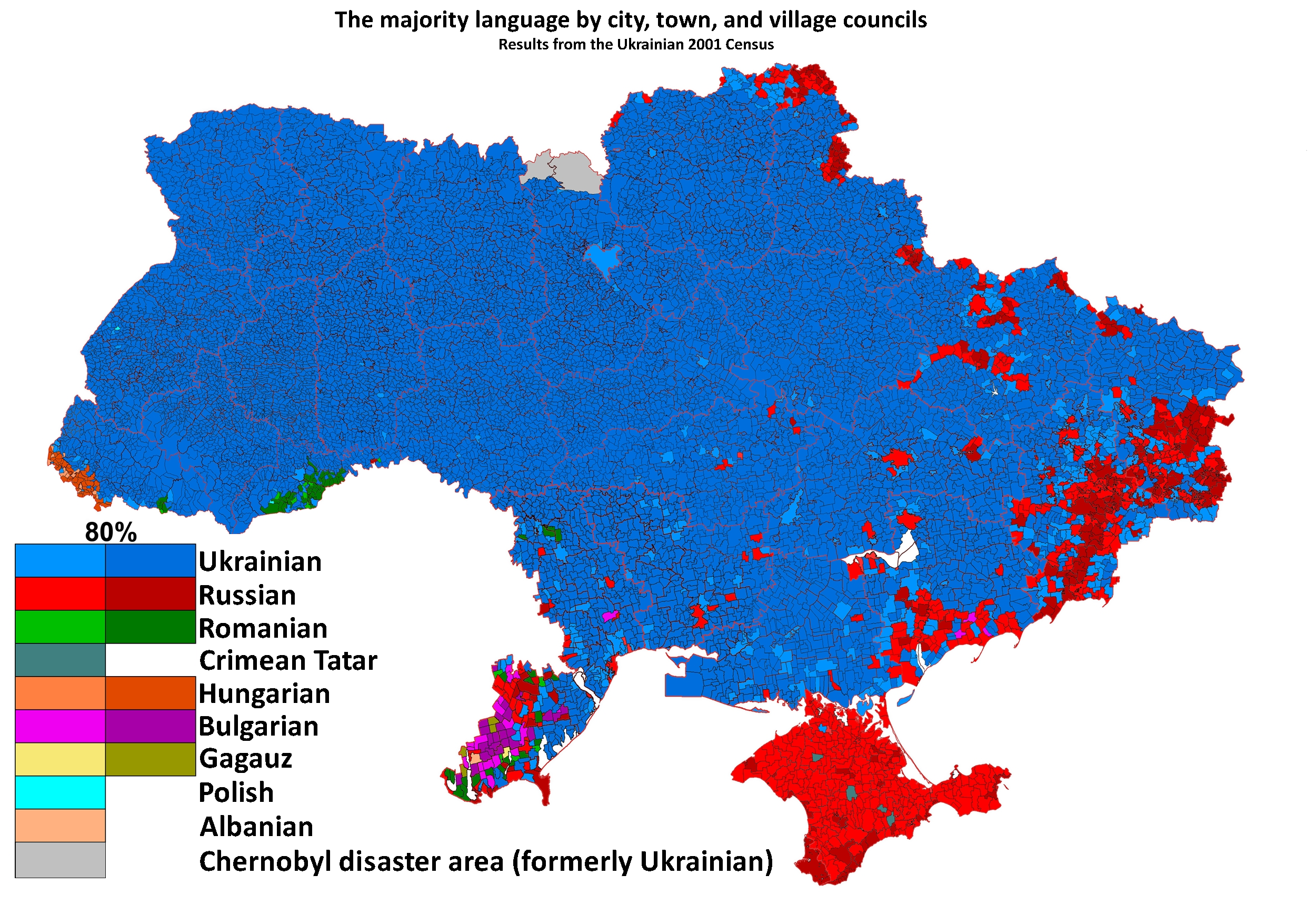
ウクライナ地図:ネイティブなロシア語話者が多数を占める地域を赤で示す(2001年国勢調査)

現在、ドンバスの大部分をロシア語使用地域が占める。ドンバスにロシア人少数派の要人が暮らすものの、人口の多数はウクライナ人である。2013年-2014年のウクライナ危機以前、地域の政治は「地域党」によって支配されていた。前大統領ヴィクトル・ヤヌコーヴィチをはじめ、党の主要人物はドンバス出身だった。

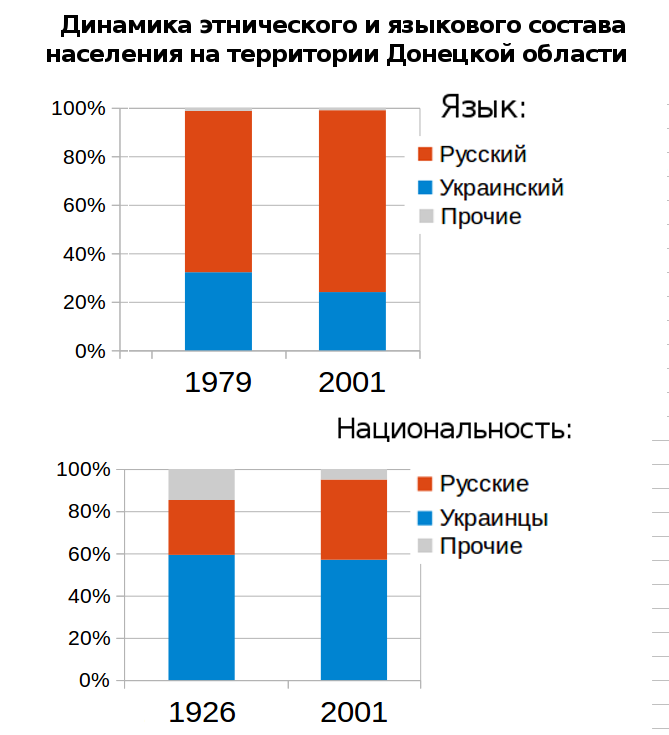
ドネツィク州のロシア化：上のグラフは長期に見た話者の比率、下のグラフは住民の国籍の変遷を示す。
ロシア語/ロシア人、
ウクライナ語/ウクライナ人、
その他。

ロシア起源の住民たちは、主に大都市の中心部に集中していた。大都市とりわけドネツィク、ルハーンシク両州においては母語としてロシア語が優勢である。ロシア語を共通語として話すウクライナ人は多い。
産業化の過程でこの地域に新たな都市がつぎつぎと開かれると、多くのロシア人(特にクルスク州出身)が流入し、東ウクライナの諸都市でロシア語が重要になる。
農村地帯へのロシア語の拡大は研究のテーマとして今も論争が続くが、これら2州では一般的に、それを裏付ける調査結果は出ていない。
ロシア語が母語だと申告する人々にはウクライナ人と他国人がいるため、ロシア語話者は国籍上のロシア人の人口を上回り、ドネツィク州で74.9％、ルハーンシク州で68.8%を占めた。2001年時点で、少数派ロシア人の割合はドネツィク38.2%、ルハーンシク39%だった。
ドンバスには比較的大きなムスリムのコミュニティーがあり、いくつかの地域では人口の20%に達する。
言語学者George Shevelovによると、ソビエト連邦政府はウクライナ社会主義共和国内のすべての学校に、ウクライナ語で授業を行うように命じたというが（ウクライナ化政策の一部として）、1920年代初頭、ウクライナ語を教える中学校の割合はドンバスのウクライナ人の割合を下回った。ウクライナで行われた地域的帰属意識の調査によればドンバス住民のほぼ40%が「ソビエト帰属」を意識すると回答している。
セーデルトーン大学のRoman Horbykは「不完全かつ廃れた制度」により、20世紀に栄えた鉱山や工場がウクライナ人とロシア人の居住区の境界にあったため、ドンバス住民すなわち周辺から流入したはずの出稼ぎ農民は地域社会にとけ込むことができず、現代的郊外としての性格(全国的に見られる新しいアイデンティティ)が顕著に強まる妨げになったと主張する。

## 経済
ドンバスの経済は重工業と金属工業、とりわけ採炭と冶金が優勢だった。1970年代以降、石炭の年間採掘量は減少したものの重要な産出地として生き延びる。採炭は地下深くに達し、褐炭は地表下およそ600メートル、より商品価値の高い無煙炭、瀝青炭の採炭地は地下およそ1800メートルで行われる。2014年4月のドンバス内戦前、ドネツィクとルハーンシク両州合わせてウクライナの石炭輸出高の30%を産出していた。石炭だけでなく、この地域は鉄や鋼の生産拠点ともなっている。
またこの地域は金や銀の採掘、原子炉を建造するのに用いられる水銀を産出することでも知られる。結果、ドンバスはウクライナ全体の輸出の30%を占めており、GDPの20%を占めている。
石炭産業における労働安全
ドンバスの採炭地点の深度化、メタンや炭塵の爆発事故の頻発あるいは岩盤崩落 (rock burst) の危険、さらに時代遅れのインフラにより、世界で最も危険な部類に入る。2000年代後半には非合法でさらに危険な炭鉱すら、全域に蔓延していた。
環境問題

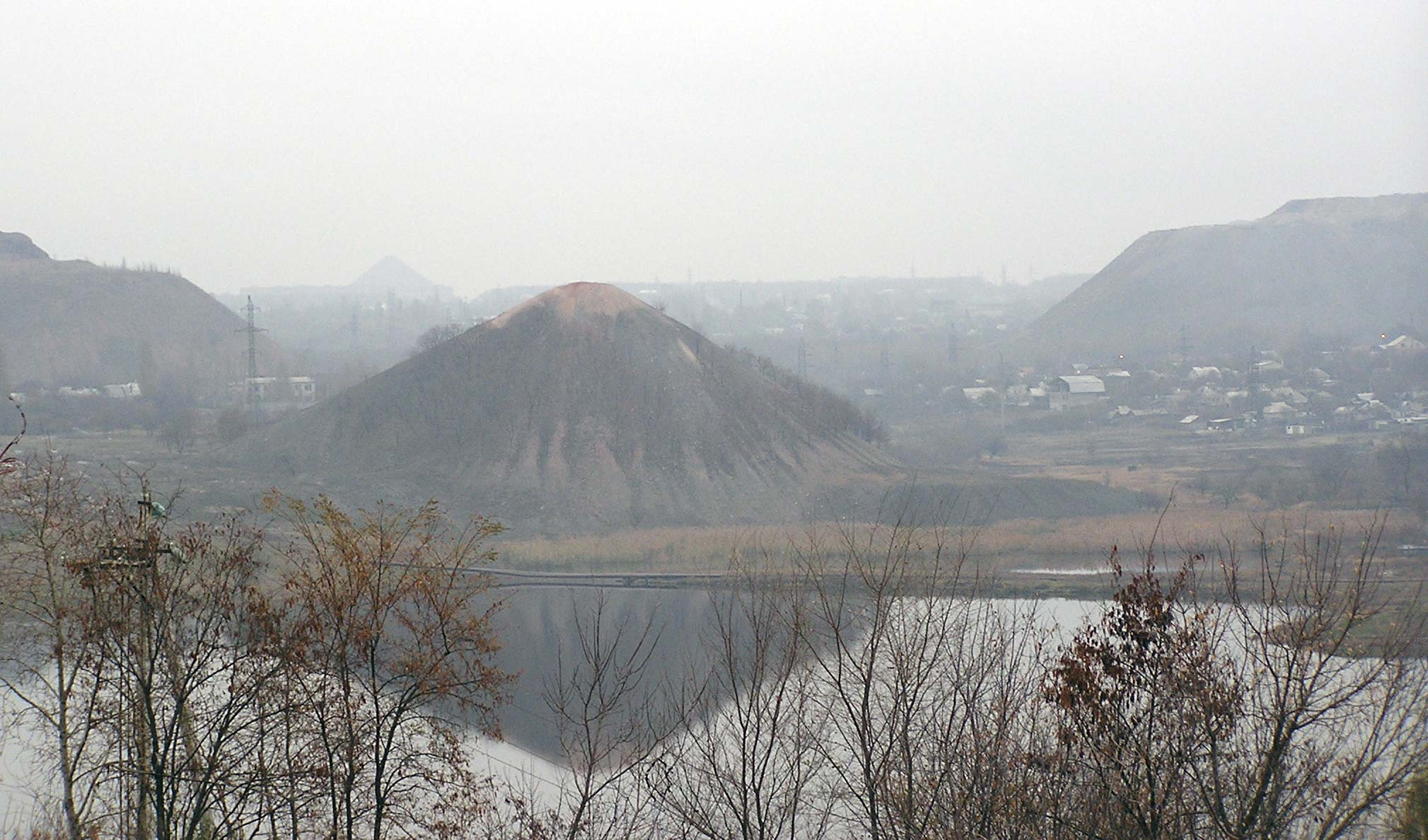
ドネツィクのカルミーウス川沿いのボタ山

ドンバスへの採炭と製錬の集中は地域の環境に深刻なダメージをもたらし、次の問題は広く知られている。
- 水供給の破綻と鉱水 (mine water) に起因する洪水
- コークス工場と製鉄所周辺の目に見える大気汚染
- 大気汚染・水の汚濁とボタ山から発生する泥流の脅威

加えて、ドンバスの化学廃棄物処理施設の管理不全から、環境汚染の脅威が続く。
イェネキイェヴェではソビエト時代に1979プロジェクトと銘打った実験をしており、極めて特異な核採掘の悪影響が懸念される。

## 世論
2015年11月にドネツィク、ルハーンシク州（親ロシア派占拠地域を除く）のRating Group Ukraineによって行われた調査では住民の75%がドンバス全体がウクライナに留まることを望んでいる事が判明した。7%はロシアへの併合を、1%はドンバスが独立国になる事を、3%は親ロシア派テロリストが出て行き、ドンバスはウクライナに留まる事を選択した。
ロシア語を話す住民に圧力または脅威下にあるかを尋ねた調査では、82%は「いいえ」、11%は「はい」だった。ウクライナのロシア語話者を「保護」するためにロシアが派兵する事を支持するかを尋ねた調査では、71%が「いいえ」2%は「ある程度は」、7%は「その他」だった。
50%はウクライナは単一国家を維持する事を望み、14%は連邦制国家を、13%はクリミアを除いた単一国家を、7%は複数の国家に分割する事を望んでいた。
いずれかを選択するよう尋ねたところ、33%はユーラシア関税同盟を21%はEUを選好した。

## 関連文献
- Hiroaki Kuromiya. "Freedom and Terror in the Donbas: A Ukrainian-Russian Borderland, 1870s-1990s"、イギリス、ニューヨーク：Cambridge University Press〈Cambridge Russian, Soviet and post-Soviet studies〉第104巻、1998、ISBN 0521622387.（2003年再版, 改訂ISBN 0521526086, 9780521526081。）